# Lesonice, Znojmo
Lesonice là một làng thuộc huyện Znojmo, vùng Jihomoravský, Cộng hòa Séc.